# Сојер (Канзас)
Сојер (енгл. Sawyer) град је у америчкој савезној држави Канзас.

## Демографија
По попису из 2010. године број становника је 124, што је 0 (0,0%) становника више него 2000. године.
| Група             | 2000.        | 2010.       |
| Белци             | 124 (100,0%) | 117 (94,4%) |
| Афроамериканци    | 0 (0,0%)     | 0 (0,0%)    |
| Азијати           | 0 (0,0%)     | 0 (0,0%)    |
| Хиспаноамериканци | 0 (0,0%)     | 7 (5,6%)    |
| Укупно            | 124          | 124         |